# دوريان حاد الأوراق
دوريان حاد الأوراق (الاسم العلمي:Durio acutifolius) هو نوع من النباتات يتبع جنس الدوريان من الفصيلة الخبازية.